# Slangen
Slangen (Serpens) er et stjernebillede på den nordlige himmelkugle.
Slangen består som det eneste stjernebillede af to adskilte områder, Slangens Hoved (Serpens Caput) og Slangens Hale (Serpens Cauda).
Imellem disse to områder finder man Slangeholderen der bærer slangen.